# Walking Truck

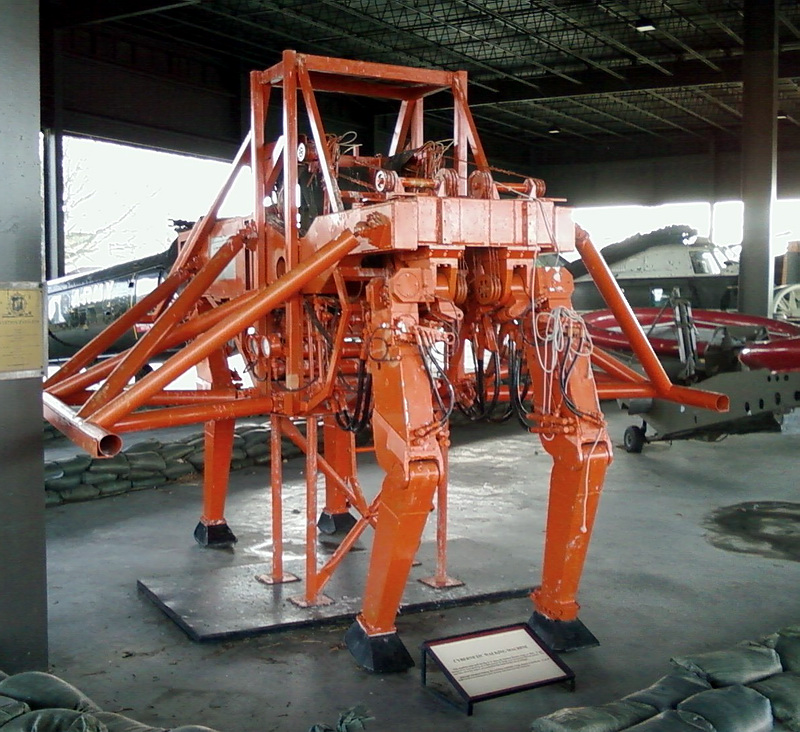
Walking Truck im U.S. Army Transportation Museum in Fort Eustis, Virginia (2008)

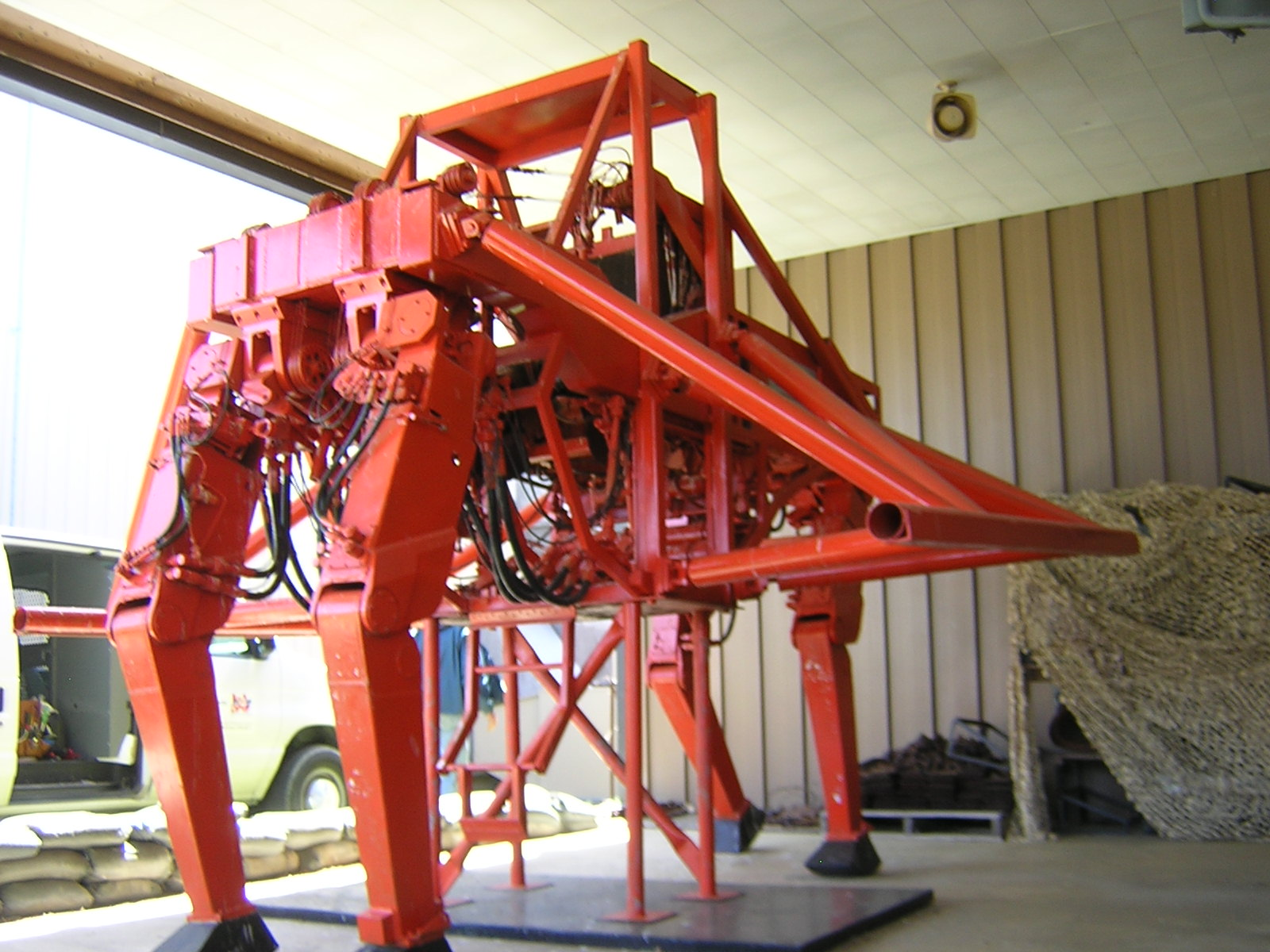
Heckansicht

Der Walking Truck („gehender Lastkraftwagen“), auch Cybernetic Walking Machine ist ein vierbeiniger, pilotierter Laufroboter-Prototyp von General Electric aus dem Jahr 1970.
Der Walking Truck wurde 1966 von der U.S. Army bei General Electric in Auftrag gegeben, von Ralph S. Mosher entwickelt und im August 1970 an die U.S. Army ausgeliefert. Die Army wollte ein Lastkraftvehikel für die Infanterie, um schwere Lasten über extrem schwieriges Gelände zu befördern.
Der Walking Truck ließ sich mit seinen vier Beinen mittels hydraulischer Servos steuern, da keine Bordcomputer eingebaut wurden. Mit den Händen steuerte der Fahrer das vordere, mit den Pedalen das hintere Beinpaar. Er war einfach zu steuern, ein Fahrer konnte in zwei Stunden alle Bewegungen wie Vorwärts- und Seitwärtsbewegungen, Drehungen und das diagonale Balancieren auf jeweils einem vorderen und einem hinteren Bein erlernen. In allen Innenraumtests in Werkshallen wurde der Walking Truck durch Sicherungsseile gesichert, damit er bei den Testfahrten über Hindernisse nicht umfiel. Bei Tests in Außenanlagen kam er ohne Kran aus und balancierte sich über Hindernisse.
Der Walking Truck wiegt 1500 kg. Der Truck konnte 250 kg Ladung durch extrem schwieriges Gelände transportieren, was für andere Transportfahrzeuge nicht möglich war. Es hatte eine Höchstgeschwindigkeit von fünf Meilen die Stunde und die Zugkraft, um einen im Schlamm steckengebliebenen Jeep herauszuziehen.
Die U.S. Army stoppte das Projekt, da sie stattdessen Transporthubschrauber einsetzte, um schwere Lasten über schwieriges Gelände zu befördern. Das US-Patent für den Walking Truck trägt die Nummer 5346027.
Der Walking Truck wird im U.S. Army Transportation Museum in Fort Eustis nahe Newport News in Virginia ausgestellt.

## Ähnliche Geräte
- BigDog